# 山中清直
山中 清直（やまなか きよなお、生年不詳 - 寛永18年（1641年）7月15日）は、日本の江戸時代の商人。小浜山中家の初代当主。出雲国の戦国武将・山中幸盛の孫。山中幸元（新右衛門）の長男。通称は新兵衛と称した。
墓所は兵庫県宝塚市小浜宿の法仙寺本堂裏の山中家墓地にある。法号は覚月宗休居士。

## 生涯
山中幸盛の長男である山中幸元の長男として生まれた。元和5年（1619年）に、山中家（鴻池屋）の始祖である父の幸元は、大坂・久宝寺町松屋町に出て酒造業をなして出世し、豪商となった。しかし清直は、慶長19年（1614年）に早くも家を出て分家し、「小濱山中家」と名乗り、小浜字市場東南角の扇屋を買い取り酒造業を営んだ。酒造業の販路の拡大に努めた為、小浜の清酒は江戸で評判となり、その名は全国に知れ渡った。大坂から妻・於コノを娶るも、寛永4年（1627年）3月3日に死去した為、後妻・於マサと再婚した。
山中家はその後、2代目山中六兵衛幸利、3代目山中吉兵衛まで酒造業を営むも、4代目山中宗兵衛の代から山中良和と称して医者の道を進み、酒造業を廃業した。